# Strómboli (Disney)
Strómboli es uno de los villanos de la película animada de Disney de 1940 Pinocho. Es un viejo titiritero que busca enriquecerse con su espectáculo de marionetas. Está basado en Comefuego, de la novela Las aventuras de Pinocho. El personaje es también utilizado de forma recurrente en la franquicia Villanos Disney.

## Apariencia
Strómboli es un viejo hombre obeso, con una gran barba y bigote, y calvicie. Viste con una camisa verde claro y chaqueta verde oscuro, pantalones marrones, y una gran faja roja en la cintura.

## Apariciones

### Pinocho(1940)
Strómboli aparece por primera vez en la película de animación Pinocho. Es un titiritero que viaja de ciudad en ciudad con su espectáculo de títeres en una caravana. Viaja por todo el mundo para hacerse rico y famoso (sobre todo rico). Se menciona que hace tiempo, el Honrado Juan, un astuto zorro, le ató hilos a su compañero el gato Gideón y engañó a Strómboli diciendo que su compañero era un títere, y casi se lo vendió al viejo titiritero, pero Strómboli descubrió el chanchullo de los dos timadores.
Aun así, hace un trato con ellos cuando le venden a Pinocho, una marioneta que puede moverse sin hilos. A causa del gran espectáculo que ofrece esta marioneta, ganando una gran cantidad de dinero gracias a ello, Strómboli le encierra en una jaula dentro de su caravana, con intención de hacerse rico gracias al niño de madera, con intención de echarle al fuego una vez que se haga demasiado mayor para seguir actuando. Afortunadamente, Pinocho logra escapar gracias a la ayuda del Hada Azul.

### Geppetto(2000)
En la película para televisión Geppetto, Strómboli es el principal antagonista de la película, en la que es interpretado por Brent Spiner. En esta versión es un hombre delgado, con pelo largo, y bigote.
Después de que Geppetto lamenta su deseo de que Pinocho esté vivo, Strómboli hace un trato con el niño y decide contratarlo como su atracción principal. Convence a Pinocho de que firme un contrato de por vida para otorgarle la propiedad del niño para su espectáculo de marionetas. Cuando se da cuenta de que Pinocho ha escapado para ir a Pleasure Island, Strómboli establece sus planes para capturarlo antes de que Pinocho sea transformado en un burro. Cuando Strómboli y Geppetto llegaron a Pleasure Island, Strómboli es expulsado y decidió esperar en el taller de Geppetto mientras este último busca a Pinocho sobre la montaña rusa que convertirá a los niños en burros, pero fue en vano. Después de que Geppetto y Pinocho regresan a casa, Strómboli los espera para llevarse a Pinocho con él. Cuando Geppetto, después de aprender lo que significa ser padre y amar a sus hijos a pesar de que no son perfectos, el Hada Azul llega y le dice a Geppetto que no puede romper un contrato, haciendo que Pinocho tenga que irse con Strómboli. Geppetto le pide a cambio que lo convierta en madera, piedra o arcilla, ya que vivir sin Pinocho es como vivir sin su corazón, y conmovida por sus acciones, el Hada Azul convierte a Pinocho en un niño real, haciéndolo inútil para Strómboli, quien luego es ahuyentado por la magia del Hada Azul.

### House of Mouse(2001-2003)
En la serie House of Mouse, Strómboli suele aparecer como invitado en el club titular, haciendo cameos fugaces. También aparece en las películas basadas en la serie, apareciendo en Mickey's Magical Christmas cuando el Sombrerero Loco hace su presentación de diferentes sombreros (escena reciclada del episodio "Mickey vs. Shelby"), y en Mickey's House of Villains formando parte de los villanos que se apoderan del club participando en el número musical "It's Our House Now".

### Pinocho(2022)
En la película Pinocho, un remake de acción real de la película de 1940, Strómboli aparece cumpliendo el mismo papel que en la película de animación, siendo un titiritero que utiliza a Pinocho para su espectáculo de marionetas. Al final es arrestado por los carabineros por explotación laboral a sus empleados. En la película es interpretado por Giuseppe Battiston.

### Otras apariciones
- Strómboli es un personaje para conocer y saludar en los Parques Disney.[5]
- Strómboli aparece como personaje jugable en el videojuego Disney Magic Kingdoms, pudiendo ser desbloqueado por un tiempo limitado.[6]
- Strómboli aparece brevemente en el cortometraje de 2023 Once Upon a Studio. Se le ve golpeando con furia una máquina expendedora mientras Anna y Elsa pasan junto a él. Después aparece nuevamente con todos los personajes cantando "When You Wish Upon a Star", mientras todos se hacen una foto de grupo.[7]

## Diferencias con el personaje de la novela
Además del cambio de nombre, la versión de Disney cambia algunas cosas del papel del personaje de la novela original. En la película se nos muestra a Strómboli como un personaje avaricioso, malvado y violento, mientras que en la novela original el personaje Comefuego era todo lo contrario. Aunque al principio su corpulencia y sus acciones daban la impresión de lo contrario, puesto que intenta usar a Pinocho para encender una hoguera donde asar la carne, al final Comefuego demuestra tener un buen corazón, decidiendo no sacrificar a ninguno de los títeres y dándole a Pinocho unas cuantas monedas de oro para su padre.